# Isorropus rectiscissa
Isorropus rectiscissa là một loài bướm đêm thuộc phân họ Arctiinae, họ Erebidae.